# Adervielle-Pouchergues
Adervielle-Pouchergues település Franciaországban, Hautes-Pyrénées megyében. Lakosainak száma 147 fő (2022. január 1.). Adervielle-Pouchergues Vielle-Louron, Azet, Cazaux-Fréchet-Anéran-Camors, Estarvielle, Génos, Grailhen és Loudenvielle községekkel határos.

## Népesség
A település népességének változása:
| Lakosok száma | 120  | 125  | 130  | 132  | 136  | 143  | 147  | 153  | 147  |
|               | 2013 | 2015 | 2016 | 2017 | 2018 | 2019 | 2020 | 2021 | 2022 |